# Aux frontières de la Chine
Aux frontières de la Chine est une série documentaire de 4 épisodes réalisée et écrite par Serge Tignères. La série est une coproduction de Gédéon Programmes, France 5 et NHK, retrace les civilisations aux frontières de l’Asie centrale, de la Chine, et de l’Inde.

## Épisodes
| Épisode | Titre                              | Réalisé par                    | Première diffusion | Durée      | Thème                                      |
| ------- | ---------------------------------- | ------------------------------ | ------------------ | ---------- | ------------------------------------------ |
| 1       | Loulan : les princesses endormies  | Serge Tignères, Shohei Shibata | 2006               | 52 minutes | La cité de Loulan                          |
| 2       | Les mystères de Bezeklik           | Serge Tignères                 | 2006               | 52 minutes | Les grottes des mille Bouddhas de Bezeklik |
| 3       | La route de la foi                 | Serge Tignères                 | 2006               | 52 minutes | La région du Taklamakan                    |
| 4       | Khara Khoto : citadelle des sables | Serge Tignères                 | 2006               | 52 minutes | La ville de Khara-Khoto                    |

## DVD
En 2008, Loulan et Khara Khoto sont sortis sur DVD, édités par Gédéon Programmes,.